# Supercoppa di Polonia 2017 (pallacanestro)
La Supercoppa di Polonia 2017 è la 12ª Supercoppa di Polonia di pallacanestro maschile.
La partita è stata disputata il 27 settembre 2017 presso l'Hala Mistrzów di Włocławek tra il Zielona Góra, campione di Polonia 2016-17 e vincitore della Coppa di Polonia 2017 e il Włocławek finalista della Coppa di Polonia 2017.

## Finale
| Arbitri: | Tomasz Trawicki Robert Mordal Marcin Koralewski |

| |            | |
| Almeida 23 | Punti      | 22 Dragičević |
| Łączyński 10 | Assist     | 5 Koszarek |
| Sobin 12 | Rimbalzi   | 9 Dragičević, Savović |
| 6 Almeida• 9 Łączyński• 11 Zyskowski• 13 Sobin• 29 Leończyk 0 Airington• 2 Komenda• 5 Nowakowski• 7 Ciesielski• 14 Delaš• 33 Szewczyk• 55 Matusiak | Formazioni | 4 Moore• 8 Matczak• 16 Savović• 18 Dragičević• 55 Koszarek 0 Florence• 12 Mokros• 17 Der• 22 Kelati• 34 Hrycaniuk• 35 Zamojski |
| Igor Miličić | Allenatori | Artur Gronek |